# John Grass
John Grass ou Charging Bear (en lakota : Matȟó Watȟákpe), né en 1836 et mort le 10 mai 1918, est un chef de la tribu des Sihasapas du peuple Lakota entre les années 1870 et 1890. Il combat à la bataille de Little Bighorn dans le Montana. À l'été 1873, il mène ses hommes Sihasapas et Oglalas/Brûlés contre les Pawnees dans le Nebraska près de la Republican River, tuant entre 75 et 100 Pawnees y compris des femmes et des enfants, bien que les estimations varient jusqu'à 156 morts. L'incident est nommé la bataille de Massacre Canyon.

## Biographie
Grass est connu sous le nom de Charging Bear dans sa jeunesse. Il est né près de Grand River dans le Dakota du Sud en 1836. Son père, Used as a Shield, et son grand-père, Sicola (Pied nu), étaient d'importants dirigeants Sihasapas. À l'âge de trois ans, Grass est baptisé par Pierre-Jean De Smet, un père jésuite. Grass épouse trois sœurs, dont Cecilia Walking Shield, lors d'une cérémonie lakota en 1867, et en 1894, lui et Cecilia renouvèlent leurs vœux de mariage lors d'une cérémonie catholique. Certaines sources disent que Grass a quatre enfants. Un de ses fils s'appelait Own's Spotted et une de ses filles s'appelait Theresa Grass-Cross.
John Grass a fréquenté l'école industrielle indienne de Carlisle, où il a appris à lire et à parler couramment l'anglais. Il a utilisé sa maîtrise de la langue anglaise au nom de son peuple, lorsqu'il s'est engagé dans des négociations avec le gouvernement des États-Unis.

## Carrière militaire et diplomatique
Dans les années 1850 et 1860, Grass participe à des batailles contre des tribus ennemies. Il est membre de la White Horse Riders Society. De la fin des années 1870 jusqu'à sa mort, Grass est juge en chef de la Cour des infractions indiennes pour la réserve de Standing Rock dans le Dakota du Nord. Avec son ami, le guerrier hunkpapa Gall, Grass a plaidé pour le développement de l'éducation et des techniques agricoles pour sa tribu. Il a combattu les efforts du gouvernement américain pour prendre plus de terres lakotas et, en 1888, a mené une résistance généralisée à la tentative de la Commission Pratt de briser la Grande Réserve sioux ; néanmoins, le terrain a été vendu sous la surveillance de la Commission Crooks en 1889. Le gouvernement américain n'a pas honoré son traité et ses obligations statutaires et, en 1902, Grass a conduit une délégation à Washington pour transmettre les griefs des Lakotas au gouvernement fédéral.

## Mort
John Grass est mort le 10 mai 1918 à son domicile près de Fort Yates, dans la réserve de Standing Rock.

## Héritage
Grass mène ses guerriers à la bataille de Massacre Canyon en 1873 dans le Nebraska, au cours de laquelle un groupe de guerre lakota attaque un groupe de Pawnees lors d'une chasse au bison. Un monument commémorant l'événement, l'une des dernières grandes batailles entre tribus amérindiennes aux États-Unis, a été érigé près du site du canyon. Sculpté sur l'obélisque de granit de 35 pieds se trouve le visage de John Grass, légèrement plus haut et en face de la sculpture du visage de Ruling His Son, un chef pawnee également à la bataille ce jour-là.
À l'époque du mouvement de la Danse des Esprits et du massacre de Wounded Knee, Grass a prôné la paix avec les États-Unis, ce qui lui a valu l'inimitié de nombreux dirigeants Hunkpapas.